# بردن د فریس
بردن د فریس (هلندی: Berden de Vries؛ زادهٔ ۱۰ مارس ۱۹۸۹) دوچرخه‌سوار اهل هلند است.
از باشگاه‌هایی که در آن رکاب زده‌است می‌توان به تیم دوچرخه‌سواری رومپوت–ندرلانسه لوتری اشاره کرد.